# Sentinelesos
Els sentinelesos són una de les ètnies indígenes andamaneses. Habiten a l'illa Sentinel del Nord, a l'arxipèlag indi d'Andaman, al golf de Bengala de l'oceà Índic. Parlen el sentinelès i tradicionalment s'han inclòs en el grup dels Negrito.

## Característiques i contactes
Hom creu que aquests pobles van viatjar des de l'Àfrica fa uns 70.000 anys. Des de llavors han viscut pràcticament sense contacte amb altres pobles (a més de resistir-s'hi activament), la qual cosa els converteix en una de les ètnies més aïllades i particulars del món.
Els sentinelesos són una societat que s'ha mantingut com a caçadora-recol·lectora al llarg de milers d'anys. L'obtenció de la seva subsistència és a través de la caça, la pesca i la recol·lecció de plantes silvestres. No hi ha cap evidència que practiquin l'agricultura o l'ús del foc. Es creu que les seves condicions de vida deuen ser bastant dures. Si no fos així, el creixement demogràfic acabaria destruint els recursos de l'illa.
Al segle xiii, Marco Polo va escriure sobre ells: «Si un estranger arriba a les seves terres el maten immediatament i tot seguit se'l mengen».
Des de 1967 les autoritats índies de Port Blair van iniciar un programa de contacte progressiu amb els sentinelesos, amb èxit limitat. El 1974 van atacar l'equip que intentava rodar el documental Man in Search of Man. El director va acabar ferit per una fletxa i el grup va desistir d'entaular comunicació amb els illencs. El programa indi de contactes progressius va ser suspès la dècada de 1990 després de produir-se, en el si d'un programa similar, nombrosos morts en trobades hostils amb els jarawa de les illes Andaman del Sud i Andaman del Mig i per la possibilitat d'introduir malalties.
El gener de 2006, van posar fi a la vida de dos pescadors que es van acostar a les seves platges a pescar crancs.
En un cens parcial de 2001 es van comptar 39 persones, encara que hom creu que rondaven les 250 (algunes estimacions donaven fins a 500 individus). Es creu que el terratrèmol de l'oceà Índic de 2004 va afectar seriosament l'illa Sentinel Nord, i molts dels seus habitants podrien haver mort. Però un vol en helicòpter uns dies després, va confirmar que almenys diversos sentinelesos havien sobreviscut.
El novembre de 2018, els sentinelesos van matar un missioner que va anar a la seva illa, malgrat les prohibicions de fer-ho, per a intentar evangelitzar-los.